# Olpiidae
Olpiidae (лат.) — семейство псевдоскорпионов из подотряда Iocheirata.
Более 260 видов во всех регионах мира.

## Описание
Размеры видов варьируют от крошечных до умеренно крупных. Большинство представителей семейства имеют прямоугольный карапакс, если смотреть сверху, и четыре глаза. Брюшко обычно длинное и яйцевидное, тергиты и стерниты либо разделены, либо неразделены. Плевральные оболочки обычно гладкие, продольно-исчерченные. Поверхность тела обычно гладкая. Щетинки тела и придатков длинные и заостренные. Ядовитый аппарат хорошо развит в обоих пальцах хелицер педипальп. Число трихоботрий на челе иногда меньше обычных 12, как у Solinellus, у которого пять на неподвижном пальце и два на подвижном пальце. На бедре педипальп часто имеется одна или две трихоботрии на дорсальной стороне. Все ноги диплотарсальные, бедра III и IV ног короткие и толстые.
Семейство в основном распространено в тропиках и субтропиках, а несколько родов, таких как Pseudogarypinus, распространены в районах с умеренным климатом. Их можно найти в подстилке, под камнями и под корой; многие, такие как Minniza, живут в чрезвычайно засушливых регионах, хотя другие, такие как Olpiolum, обитают в тропических лесах

## Классификация
Описано более 260 видов и 35 родов.
- Antillolpium Muchmore, 1991
- Aphelolpium Hoff, 1964[5]
- Apolpium J. C. Chamberlin, 1930
- Austrohorus Beier, 1966
- Banksolpium Muchmore, 1986
- Beierolpium Heurtault, 1976
- Calocheiridius Beier & Turk, 1952
- Calocheirus J. C. Chamberlin, 1930
- Cardiolpium Mahnert, 1986
- Ectactolpium Beier, 1947
- Euryolpium Redikorzev, 1938
- Halominniza ahnert, 1975
- Hesperolpium J. C. Chamberlin, 1930
- Heterohorus van Tooren, 2011[6]
- Heterolpium Sivaraman, 1980
- Hoffhorus Heurtault, 1976
- Horus J. C. Chamberlin, 1930
- Indolpium Hoff, 1945
- Leptolpium Tooren, 2002[7]
- Linnaeolpium Harvey & Leng, 2008[8]
- Minniza E. Simon, 1881
- Nanolpium Beier, 1947
- Neopachyolpium Hoff, 1945
- Nipponogarypus Morikawa, 1955
- Novohorus Hoff, 1945
- Olpiolum Beier, 1931
- Olpium L. Koch, 1873
- Pachyolpium Beier, 1931
- Parolpium Beier, 1931
- Planctolpium Hoff, 1964[5]
- Progarypus Beier, 1931
- Pseudohorus Beier, 1946
- Stenolpiodes Beier, 1959[9]
- Stenolpium Beier, 1955
- Tricholpium van Tooren, 2011[6]
- Xenolpium J. C. Chamberlin, 1930